# 銀河へキックオフ!!
『銀河へキックオフ!!』（ぎんがへキックオフ!!）は、日本のテレビアニメ作品。2012年4月から2013年2月まで、NHK BSプレミアムおよびNHK総合にて放送された。

## 概要
川端裕人の小説『銀河のワールドカップ』を原作とした、少年サッカーをテーマとしたスポーツアニメ。
本編放送終了後には、プロサッカー選手が出演する実写ミニ番組『銀河へキックオフ!!〜Jリーガーに挑戦〜』（ぎんがへキックオフ!!〜ジェイリーガーにちょうせん〜）を5分枠で放送。
キャッチコピーは「目指すは銀河一!それが俺たちのサッカーだ!」。

## あらすじ
サッカーの好きな少年・太田翔は、所属する桃山プレデターが人数不足のため解散してしまいメンバー集めを始めた所、転校生の高遠エリカと女子プロサッカー選手の志水ミサキと出会う。新たなチームメイトと共に、サッカーの銀河一を目指す。

## 登場人物

### 桃山プレデター
新東京FC戦では「桃山ダンデライオン」のチーム名を使っている。都大会敗退後、8人制サッカーの未来カップで優勝。バルセロナで開かれるガラクシア杯での優勝を目指す。戦術には花島勝考案の「ヨーイ」「ダイサン」「ビルド」の三つの戦術をはじめ、「チェンジ」「ダンゴ」「渦巻き」、更に渦巻きの派生である「反転」「八の字」のような特徴的な攻撃フォーメーションを用いる。

#### 選手・監督
太田翔（おおた しょう）
声 - 小林ゆう
本作の主人公。小学6年生。桃山プレデターに所属していたが6年生チームが1人しかいなくなったため解散の危機になりメンバーを集める事になる。サッカーの腕はどヘタなものの、自分からはギブアップしないと言う程サッカーに対する情熱は強い。
声はかなり大きく、エリカに図々しいと言われるほど物怖じしない肝っ玉を持つが、一度気持ちが落ち込むとなかなか立ち直れない繊細な部分も持っている。妹には全く頭が上がらない。
小柄ながらもポジションはセンターバックであり、8人制でも同じくセンターバックとして最後方からの指示役を務める。背番号2。本人は自覚していないものの集中している時の空間認識能力と戦術眼は人並み以上の力を持ち、ブラインドサッカーを体験したことでその能力を開花させる。
1年後、景浦と共にジュニアユースの新東京FCロッホに所属している。
原作での名前は「翼」であるが、アニメでは変更されている。
高遠エリカ（たかとお えりか）
声 - 中津真莉子
大阪・難波から翔のクラスに転校してきた、ポニーテールが特徴の女の子。小学6年生。背番号7。8人制ではMF。
大阪にいた頃は強豪難波ダンデライオンに女子ながらレギュラーとして所属していた為、サッカーの実力は翔をはるかに上回る。また、脚の速さからスピードスターと呼ばれていたが、成長期を迎える男子との体格やフィジカルの差に悩んでいる。テクニックとスピード抜群のアタッカーで憧れの選手はクリスティアーノ・ロナウド。
少々勝気なしっかり者の性格。青砥に対してはサッカープレイヤーとして憧れている様子。抜けた所のある翔らのツッコミ役。
1年後、新東京FCローサのジュニアチーム、新東京FCコスモスに所属している。
降矢虎太（ふるや こた）
声 - KENN
降矢家『三つ子の悪魔』の異名を取る三兄弟の長男。パーソナルカラーは黄色。無口でぶっきらぼうだが熱い心で引っ張るチームの絶対的エースストライカー。背番号9。8人制でもFW。得点能力抜群でゴールを常に意識するプレイスタイル。昨年青砥から3点取られた経験から (試合には勝利したものの) 同じストライカーとしてライバル視している。
前コーチと衝突しチームを辞めていたが、東京FCとの対戦や花島のコーチ就任を機に兄弟3人揃って復帰する。3人とも髪形が違うが、皆同じにすると殆ど見分けが付かない。三兄弟の見事な連係プレーはチームの大きな武器となる。
1年後、スペインのバルサ・ジュニアユースにサッカー留学。
降矢竜持（ふるや りゅうじ）
声 - 立花慎之介
降矢家『三つ子の悪魔』の異名を取る三兄弟の次男。パーソナルカラーは緑色。背番号10。常に冷静で判断力に優れ、血気盛んな他の兄弟のブレーキ役を担う。
巧みな戦略を練る頭脳派でプレイの視野も広く、試合内外共に参謀格としてチームに無くてはならない存在。また、ボールコントロールやパスセンスなどテクニック全般に秀でた素晴らしい司令塔でもあり、状況に応じてFWもこなす。
意表をつくプレイも非常に上手く、点を取るためならオウンゴールなどのクレバーなプレイも狙うが、前コーチはじめ周囲の大人からは小学生らしくないプレイと責められており、そのことを本人も気にしていた。8人制でもトップ下を担う。
一年後、スリーU・植松と同じ有名私立の中学に通う。天才的頭脳を生かすべく、父と同じく数学の道を歩む。また、翔の個人練習に付き合うこともある。
降矢凰壮（ふるや おうぞう）
声 - 細谷佳正
降矢家『三つ子の悪魔』の異名を取る、三兄弟の三男。パーソナルカラーは赤色。背番号4。マイペースで飄々とした性格だが人を見る目に長け、ドヘタだった翔の長所をいち早く見抜く。
戦略眼に優れ、中央や後方からも的確なゲームメイクと統率を行う攻守の要。技術全般に長けており、攻撃センスも持ち合わせる器用な選手で、フィールドの中央で攻守のバランスを担うチームの舵取り役。
主にボランチやセンターハーフを担当するレジスタだが、状況に応じてセンターバックやサイドバック、トップ下やFWまでこなす万能選手。
マイペースな性格の為、虎太や竜持に比べ一歩引くことを好む傾向にあるが、本気を出した時の凰壮はNO1プレイヤー景浦すら驚愕させるプレイを連発させる。その際虎太と竜持は「やっと本気になれたかアイツ」と呆れながらも喜んでいた。
原作では映像記憶能力を持っていて、翼曰く三つ子の中で一番すごいやつ。
テニスなど他の競技も得意で多才を発揮し、1年後、母親の道場で柔道をやっており、髪を短く切っている。また、竜持と共に翔の個人練習に付き合うこともある。
西園寺玲華（さいおんじ れいか）
声 - 田澤利依子
翔とエリカのクラスメイトである女子。背番号3。DF、8人制では主にハーフやバックを担当。おっとりしていて、引っ込み思案な性格。サッカーは初心者で、エリカ達に触発されてチームに参加する。
加入当時はふくよかな体型で、加入理由がダイエットということから、サッカーを舐めていると判断され虎太の怒りを招くが、ボールを怖がらない様子とあきらめない気迫から徐々に認められ始める。何故かボールが来そうな場所に居るという不思議な才能を持ち、竜持からは「こぼれ球に対する嗅覚がある」と評されている。花島に片思いしているようで、原作ではその好意が明確に描かれている。
都大会敗退後、フィールドアスレチックの特訓の末、見違えるほど痩せて周囲を驚かせた。体力をはじめとした身体能力も急成長を見せ、引っ込み思案だった性格も大分砕けている。また、未来カップを戦い抜くにあたり新生プレデターが強敵とぶつかり調子を狂わされる中であっても、臆することなく己の役割を果たし他のチームメンバーを鼓舞するなど、精神面においても以前とは見違える程の胆力を見せる。心身共に選手として急成長を遂げている。
1年後、通っているお嬢様校にて女子サッカー同好会を立ち上げ、仲間達と共に日々励んでいる。
青砥ゴンザレス琢馬（あおと ごんざれす たくま）
声 - 菊池こころ
元・川原国際ヘヴンリー所属。漫画版では『聖剣』の二つ名で知られている。日本人の母親との母子家庭であり、スペインに帰国した父親が元サッカー選手であり、父親に会えると信じてサッカーを続けている。
天才ストライカーであるがパスをせず、守備にも一切参加しないなど、チームではワンマンプレイ気味。一見クールでマイペースだが、実はかなりの負けず嫌いで、オバケ嫌いでカナヅチという意外な一面も。
かつて対戦した三つ子達から結果的に敗北したとはいえ、3点奪ったことでライバル視されているものの、本人は彼らへの関心は薄いようで、髪型が別れた状態であるにも関わらず兄弟の区別がついていなかった。
プレデター戦での敗退後にヘヴンリーを辞めるが、多義が再びサッカーを始めたことと、優勝しスペインに行くことを条件にプレデターに入る。背番号はヘブンリー・プレデター両チームとも11番。
1年後、スペイン国内の一部リーグチームのジュニアユースにサッカー留学。父親らしき人物と再会を果たした模様。
杉山多義（すぎやま たぎ）
声 - 池田恭祐
愛称タギー。アラブ人の父親と日本人の母親の間に生まれたハーフ。青砥の友人で、元・川原国際ヘヴンリーのGK。温厚な性格。
成長期に入り急激な体の変化にプレイが追いつかず、自分の限界を感じサッカーを辞めていた。その後バスケットボールをやっていたものの、まだ自分がGKができることを感じ、青砥と共にプレデターに入る。背番号は1番。あまり感情を出さない青砥の保護者的存在。
バルセロナでは青砥の父親探しをエリカや玲華、杏子に協力して貰った。
漫画版では上述のクラムジーの描写はなく、『鋼の盾』の二つ名を持つヘヴンリーのGKとしてプレデターと対戦している。
1年後、千葉サンダーボルツのジュニアユースに所属している。
スリーU（スリーユー）
植松太郎（うえまつ たろう）
声 - 高坂篤志
浮島悠斗（うきしま ゆうと）
声 - 井上優
内村桂（うちむら けい）
声 - 大浦冬華
頭文字がUのため通称スリーUと呼ばれている仲良し三人衆。前桃山プレデターのメンバーで降矢3兄弟が抜けた後に中学受験を理由に三人揃って脱退していた。降矢達が桃山ダンデライオンに入った際に勧誘され東京FCローサ戦に参加、その後都予選から再び桃山プレデターに参加する。猛特訓の末、3人での連携技を習得、さらには降矢三兄弟をも含めた6人連携の大技を得意とする。植松がFWの背番号11、浮島がDFの背番号5、内村がMFの背番号8。
中学受験の塾とサッカーを掛け持ちをしており、親との約束で試合に負けた時点で3人ともサッカーを辞める事になっており、都大会敗退後にチームから離れる。
1年後には植松は竜時と同じ学校に入っているが、浮島と内村が進学した中学とは異なる。だが三人ともそれぞれサッカー部らしき所にも入っている。
久保田俊也（くぼた しゅんや）
声 - 堀井茶渡
地区予選から参加の5年生チームの助っ人メンバー。GK背番号1。地区のトレセンに誘われるだけの実力はある。都大会敗退後に5年生チームでの試合のためチームから離れる。
1年後、田中とともに花島指揮下のプレデターの主力として都大会本戦にまで勝ち上がったことが語られる。
田中純（たなか じゅん）
声 - 村田太志
地区予選から参加の5年生チームの助っ人メンバー。MF背番号6。地区のトレセンに誘われるだけの実力はある。都大会敗退後に5年生チームでの試合のためチームから離れる。
1年後、久保田とともに花島指揮下のプレデターの主力としてチームを牽引して地区を制して都大会本戦まで進んだものの、川原国際ヘブンリーに敗退したことが語られている。
花島勝（はなしま まさる）
声 - 小山力也
コーチ。J2時代には日本人選手1位得点率を誇った「ライトニング・ライト」と呼ばれた、元千葉サンダーボルツのFW。腰の怪我で引退後、千葉の小学生チームのコーチになり、全日本少年サッカー大会のベスト8まで上り詰めるも、試合中に選手が失明する事故を起しコーチを辞めていた。その後は公園で飲んだくれる日々を送っていたが、翔との出逢いからコーチに誘われる。
他方から子供らしくないサッカーをしていることなどを指摘されるも、子供らしいサッカーよりも個々の個性を生かす選手達のストロングポイントを延ばす指導をする。
都大会敗退後、虎太を怪我させた責任も感じコーチの辞任を申し出たが、翔や虎太達の強い説得もありコーチを留任する。
無精髭が生えていたが、バルセロナでは剃っている。
1年後、コーチを続けながらもプレデターOBの社会人チームに参加するなど現役復帰を果たし、グラウンドの内外でサッカー浸けの日々を楽しんでいる。

#### 選手の家族関係者
太田遥（おおた はるか）
声 - 根谷美智子
明るく賑やかな翔の母親。炭火焼肉どんまいを経営。サッカーのルールは詳しくないが、翔の試合を紗と一緒に元気に応援している。
太田紗（おおた すず）
声 - 明坂聡美
翔の三つ年下の妹。元気で明るく兄に対して少し生意気だが、試合はしっかり応援している。
太田健（おおた けん）
声 - 関智一
翔の父親で、2年前に他界。焼肉屋を開き世界一の焼肉を自称していた。常連客からはけんちゃんと呼ばれていた。サッカー好きで、翔にもサッカーを薦めていた。
高遠茂樹（たかとお しげき）
声 - 水内清光
エリカの父親。気の良い関西人なパパ。
高遠智香（たかとお ともか）
声 - 中西悠
エリカの母親。明るく豪快なママ。
ザック
声 - 坂巻学
エリカの愛犬。サッカーの腕は上手い。エリカ曰く「自分にしか懐かない」らしいが作中では、杏子・翔に懐いている。
降矢麟（ふるや りん） / 怪人ヒゲメガネ
声 - 森川智之
いつも桃山の地区予選を観察している謎の男性。怪しげな容姿から、紗から「怪人ヒゲメガネ」と名付けられた。実は降矢3兄弟の父親で、大学で数学を教えており、サッカーを数学的に分析している。
杏子の呼び方に因んで勝を「勝ちゃんさん」と呼ぶなど、一見ユニークかつ気さくな人柄だが、試合を観察していて見抜いた息子達のラフプレーについて勝にストレートに意見するなど、言うことは言う側面もある。
普段はサングラスに隠れて見えないが、降矢3兄弟同様、切れ長の目である。家庭では主夫を務めており、妻のマキとは息子達も辟易する程のラブラブな夫婦仲である。杏子とは近くの応援席に居合わせてから仲が良く、勝との恋愛相談にも応じたりしている。
降矢真亀（ふるや まき）
声 - 大浦冬華
降矢3兄弟の母親で有名な柔道家。女性としては眉が太めのやや厳つい顔立ちでかなり体格もあるが、夫の麟とはダーリン、真亀さんと呼び合うなどアツアツの仲。
西園寺君江（さいおんじ きみえ）
声 - 久川綾
玲華の母親。親バカと言っても過言で無いくらいの過保護であり、玲華がサッカーをしていることは知らず、知った時は辞めさせる気であったが、玲華の真剣さにうたれ認める。しかし、試合中の玲華のちょっとした負傷にも過剰反応して強制的に病院へ連れて行くなど、過保護さ加減は相変わらず。
西園寺良男（さいおんじ よしお）
声 - 鳥海勝美
玲華の父親。妻に尻にしかれている優しいお父さん。
松嶋さん（まつしま - ）
声 - 愛河里花子
西園寺家の家政婦。玲華から信頼を寄せられており、サッカーをしていることを玲華が家中で打ち明けた唯一の人物。玲華の為に色々と気を回している。

### その他
杏子（きょうこ）
声 - 田中理恵
勝の恋人。現役女子大生でバドミントンをやっている。料理の腕は壊滅的で、食事はいつもコンビニ弁当。未来杯ではプレデターズの臨時コーチとしてベンチに入る。実は意外にも語学堪能で、スペインでは勝に代わって英語でインタビューの受け答えをしていた。
1年後、ドキュメンタリー番組での活躍が業界関係者の目に留まり、スポーツリポーターとして各地を飛び回っている。
桃山金造（ももやま きんぞう）
声 - 中村浩太郎
桃山不動産経営。桃山プレデターのチーム代表。ナオミ（声 - 川瀬晶子）という秘書をつれている。一旦は翔ら6年生チームを解散させたが、コーチを見つけたことでようやく復活を認めた。自身のチームからプロを輩出することが夢。
志水ミサキ（しみず みさき）
声 - 桑島法子
女子プロチーム・新東京FCローサ所属のプロサッカー選手。なでしこジャパンのMFであったが怪我でワールドカップに出場できなかった。リハビリ中に偶然、公園で翔達に出会ったことをきっかけに知り合いになる。
過去、難波ダンデライオンに所属していた。
景浦晶（かげうら あきら）
声 - 前野智昭
新東京FC小学生チーム・アマリージョの選手。アマリージョの皇帝と呼ばれる。小学6年生でMVPとなる実力で、一度見たものは忘れないといいつつ、自分にとって興味ないものは全て消去するとも語る。サッカーの腕は確かだが、弱いチームを見下し相手チームへのリスペクト精神に欠けているなど性格的には難があった。その後のプレデターとの試合を経たことにより、精神的に大きく成長した。
須黒（すぐろ）
声 - 三戸耕三
椿森SCのキャプテン＆リベロ。三つ子に対抗意識を燃やしており、負けん気を全面に押し出す猪突猛進なプレイスタイルだがサッカーの実力もある。大胆なサイド攻撃を須黒スペシャルと名付けている。都大会後はフットサルのチームにも入っている。
椿森銀二（つばきもり ぎんじ）
声 - 家中宏
椿森SCの代表。金造とは昔からの犬猿の仲。
郷田
声 - 坂巻学、金田アキ（幼少期）
翔のクラスメイト。
出川
声 - 村田太志
翔のクラスメイト。
望月先生
声 - 原由実
翔が通う小学校の担任である女教師。
永渕栄（ながぶち さかえ）
声 - 西村知道
千葉サンダーボルツの技術顧問。花島が選手だった時期の千葉サンダーボルツの元監督だったが胃癌で引退している。現在は完治している。
栗林陽平（くりばやし ようへい）
声 - 高坂篤志、内藤大希（少年時代）
花島が千葉の小学生チームのコーチをやっていた時の選手であったが試合中に失明しており、花島がコーチを辞める原因となった。現在は、ブラインドサッカーの選手として日本代表の選手に選ばれている。また、少しずつ見えるようになってきているらしい。
コーラー
声 - 大浦冬華
ブラインドサッカーのコーラー（別称ガイド）。 敵陣ゴール裏で、ゴールの位置や距離、角度、シュートのタイミングなどを声で伝える役割。
田中悟（たなか さとる）
声 - 鳥海浩輔
翔の憧れのプロサッカー選手で元日本代表。彼の公式戦最後の試合をみて翔がサッカーを始めるきっかけとなり、父親の機転で彼のサインを貰う事ができ、「全ては未来に繋がっている」という彼の言葉がサッカーを続ける原動力となった。
峰祐介（みね ゆうすけ）
声 - 目黒光祐
花島と同じく元Jリーガー。今は日本サッカー協会に勤務。現役時代はブンデスリーガやセリエAでプレイしたいという願望があった。都大会を数度視察していたサンダーボルツ顧問の永渕から推薦され、桃山プレデターを未来カップへ推薦枠で出場させることを決定した。
アマリージョコーチ
声 - 坂巻学
相手チームをスカウティングし研究し尽くしたプレイスタイルを取るが、それゆえ攻撃パターンがワンパターンに陥る。
アナウンサー
声 - ヒデ（ペナルティ）
未来杯決勝戦でのアナウンサー。
解説者・森島寛晃
声 - 森島寛晃（本人役）
未来杯決勝戦での解説者。元日本代表。
サンダーボルツ監督
声 - 水内清光
千葉サンダーボルツ監督。バルセロナに向かう前の桃山プレデターと練習試合を行う。
ディレクター
声 - 井上優
ガラクシア杯でプレデターに密着取材を行っている同行テレビスタッフ。
モーニー
声 - 神奈延年
世界選抜チームのトッププレイヤー。
バリテッロ
声 - 川津泰彦
世界選抜チームのトッププレイヤー。イタリアの暴れん坊。
ペルロ
声 - 千葉進歩
世界選抜チームのトッププレイヤー。
クリロナ
声 - 三戸耕三
世界選抜チームのトッププレイヤー。
エイジル
声 - 木内秀信
世界選抜チームのトッププレイヤー。ドイツの司令塔。
カシジェス
声 - 坂巻学
世界選抜チームのトッププレイヤー。GK。
メッチ
声 - 杉田智和
世界選抜チームのトッププレイヤー。

## スタッフ
- 原作 - 川端裕人（「銀河のワールドカップ」、「風のダンデライオン 銀河のワールドカップ ガールズ」/集英社文庫刊）
- 監督 - 宇田鋼之介
- シリーズ構成 - 山田隆司
- サッカー監修 - Jリーグ
- キャラクターデザイン・総作画監督 - 渡辺はじめ
- ディレクター - 浅野勝也
- プロットデザイン - 西野理恵
- 色彩設計 - 林可奈子
- 美術監督 - 守安靖尚
- 撮影監督 - 五明真利
- 編集 - 後藤正浩
- 音響監督 - 井澤基
- 音楽 - ジェイムス下地
- アニメーションプロデューサー - 後藤史臣
- 制作統括 - 福田貴美子、土橋圭介、高橋知子
- アニメーション制作 - TYOアニメーションズ
- 制作・著作 - NHK、NHKエンタープライズ、NAS

## 主題歌
オープニングテーマ「Across my world」
作詞・作曲 - KEIT / 編曲・歌 - knotlamp
エンディングテーマ「雨ときどき晴れのち虹」（第1話 - 第24話、第39話）
作詞 - はなわ / 作曲 - 磯崎健史 / 編曲 - 成田忍 / 歌 - 風男塾
エンディングテーマ「人生わははっ!」（第25話 - 第38話）
作詞 - はなわ / 作曲 - はなわ・ヒロイズム / 編曲 - 成田忍 / 歌 - 風男塾

## 各話リスト
| 話数   | サブタイトル         | 脚本     | 絵コンテ       | 演出             | 作画監督                         | アクション作画監督 | 放送日        | 放送日         |
| 話数   | サブタイトル         | 脚本     | 絵コンテ       | 演出             | 作画監督                         | アクション作画監督 | BSP           | 総合           |
| ------ | -------------------- | -------- | -------------- | ---------------- | -------------------------------- | ------------------ | ------------- | -------------- |
| 第1話  | 出会い               | 山田隆司 | 宇田鋼之介     | 浅野勝也         | つなきあき                       | -                  | 2012年 4月3日 | 2012年 4月7日  |
| 第2話  | スピードスター       | 山田隆司 | 宇田鋼之介     | 前園文夫         | 鈴木信一                         | -                  | 4月10日       | 4月14日        |
| 第3話  | 三つ子の悪魔         | 平野靖士 | 渕上真         | 渕上真           | 垪和等 古佐小吉重                | -                  | 4月17日       | 4月21日        |
| 第4話  | ライトニング・ライト | 山下憲一 | 畑博之         | 新田義方         | 武内啓 梶浦紳一郎                | -                  | 4月24日       | 4月28日        |
| 第5話  | コーチ               | 土屋理敬 | 片貝慎         | 片貝慎           | 谷口元浩 しんごーやすし          | -                  | 5月1日        | 5月5日         |
| 第6話  | 11番目の選手         | 山田隆司 | 前園文夫       | 関田修           | 窪敏 山田雄一郎                  | 関崎高明           | 5月8日        | 5月12日        |
| 第7話  | 3つの戦術            | 平野靖士 | 畑博之         | 畑博之           | 一居一平 しんごーやすし          | 熊谷哲矢           | 5月15日       | 5月19日        |
| 第8話  | キックオフ!!         | 山下憲一 | 前園文夫       | 前園文夫         | 鈴木信一                         | 関崎高明           | 5月22日       | 5月26日        |
| 第9話  | 突破口!              | 土屋理敬 | 石山タカ明     | 村上貴之         | 五十内裕輔 飯飼一幸              | -                  | 5月29日       | 6月2日         |
| 第10話 | 須黒スペシャル       | 山田隆司 | 片貝慎         | 片貝慎           | 服部益実                         | 関崎高明           | 6月5日        | 6月9日         |
| 第11話 | 反撃!                | 平野靖士 | 近藤一英       | 新田義方         | 武内啓 梶浦紳一郎                | 阿蒜晃士           | 6月12日       | 6月16日        |
| 第12話 | 泥だらけのお嬢様     | 山下憲一 | 前園文夫       | 関田修           | 窪敏                             | 関崎高明           | 6月19日       | 6月23日        |
| 第13話 | 悪魔退治             | 土屋理敬 | 名取考治       | 左藤洋二         | 一居一平 しんごーやすし          | 阿蒜晃士           | 6月26日       | 6月30日        |
| 第14話 | オウンゴール         | 山田隆司 | 宇田鋼之介     | いとがしんたろー | 鈴木信一                         | 関崎高明           | 7月3日        | 7月7日         |
| 第15話 | ストロングポイント   | 平野靖士 | こでらかつゆき | 樋口洋介         | 中嶋長治 清水勝祐                | 阿蒜晃士           | 7月10日       | 7月14日        |
| 第16話 | スリーUの決意        | 山下憲一 | 青山弘         | 村上貴之         | 飯飼一幸 五十内裕輔              | 関崎高明           | 7月17日       | 7月21日        |
| 第17話 | 未来へのボール       | 土屋理敬 | 片貝慎         | 片貝慎           | 山崎愛 山本径子                  | 阿蒜晃士           | 8月28日       | 9月1日         |
| 第18話 | 初ゴール!            | 山田隆司 | 田所修         | 新田義方         | 片岡千春 武内啓                  | 関崎高明           | 9月4日        | 9月8日         |
| 第19話 | 天才ストライカー     | 平野靖士 | 前園文夫       | 関田修           | 佐々木美麗                       | 阿蒜晃士           | 9月11日       | 9月15日        |
| 第20話 | ノーガード           | 山下憲一 | 名取孝浩       | 名取孝浩         | 一居一平 しんごーやすし          | -                  | 9月18日       | 9月22日        |
| 第21話 | チームプレー         | 土屋理敬 | 畑博之         | タチバナコウスケ | 鈴木信一                         | 関崎高明           | 9月25日       | 9月29日        |
| 第22話 | 涙                   | 山田隆司 | こでらかつゆき | 吉田俊司         | ごとうじゅんじ 清水勝祐          | 関崎高明           | 10月2日       | 10月6日        |
| 第23話 | チーム解散           | 平野靖士 | 室谷靖         | 村上貴之         | 五十内裕輔 飯飼一幸              | 関崎高明           | 10月9日       | 10月13日       |
| 第24話 | ブラインドサッカー   | 山下憲一 | 片貝慎         | 片貝慎           | 小林ゆかり 山崎愛                | 関崎高明           | 10月16日      | 10月20日       |
| 第25話 | 新しい仲間           | 土屋理敬 | 大宅光子       | 大宅光子         | 小松信                           | 関崎高明           | 10月23日      | 10月27日       |
| 第26話 | 衝撃の合宿           | 山田隆司 | 浅野勝也       | 関田修           | 窪敏 佐々木美麗                  | 熊谷哲矢           | 10月30日      | 11月3日        |
| 第27話 | 約束のチケット       | 平野靖士 | 平牧大輔       | 平牧大輔         | 一居一平 大森理恵                | 関崎高明           | 11月6日       | 11月10日       |
| 第28話 | 新生プレデター       | 山下憲一 | 室谷靖         | 村上貴之         | 五十内裕輔 渡辺奈月              | 関崎高明           | 11月13日      | 11月17日       |
| 第29話 | チェンジ             | 土屋理敬 | 新田義方       | きみやしげる     | 鈴木信一                         | 関崎高明           | 11月20日      | 11月24日       |
| 第30話 | いざ決戦             | 土屋理敬 | 畑博之         | 畑博之           | しんごーやすし 谷口元浩          | 熊谷哲矢           | 11月27日      | 12月1日        |
| 第31話 | 絶望と希望           | 平野靖士 | 片貝慎         | 片貝慎           | 小林ゆかり 山崎愛                | 関崎高明           | 12月11日      | 12月15日       |
| 第32話 | 激闘の果て           | 山下憲一 | 宇田鋼之介     | 関田修           | 佐々木美麗 窪敏                  | 熊谷哲矢           | 12月18日      | 12月22日       |
| 第33話 | 勝利の行方           | 土屋理敬 | 浅野勝也       | 浅野勝也         | 一居一平 西野理恵                | 関崎高明           | 2013年 1月8日 | 2013年 1月12日 |
| 第34話 | バルセロナへ         | 山田隆司 | 新田義方       | 新田義方         | 片岡千春 武内啓                  | 熊谷哲矢           | 1月22日       | 1月26日        |
| 第35話 | 銀河への始動         | 平野靖士 | 室谷靖         | 大嶋博之         | 五十内裕輔 渡辺奈月              | 阿蒜晃士           | 1月29日       | 2月2日         |
| 第36話 | 決勝前夜             | 山下憲一 | きみやしげる   | きみやしげる     | 鈴木信一                         | 熊谷哲矢           | 2月5日        | 2月9日         |
| 第37話 | カタルーニャ広場で   | 土屋理敬 | 片貝慎         | 片貝慎           | 小林ゆかり 山崎愛                | 関崎高明           | 2月12日       | 2月16日        |
| 第38話 | 世界最強軍団         | 山田隆司 | 平牧大輔       | 平牧大輔         | 小松信 片岡千春                  | 熊谷哲矢           | 2月19日       | 2月23日        |
| 第39話 | 銀河のワールドカップ | 山田隆司 | 宇田鋼之介     | 宇田鋼之介       | 谷口元浩 しんごーやすし 一居一平 | 関崎高明           | 2月26日       | 3月2日         |

## 銀河へキックオフ!! 〜Jリーガーに挑戦〜
小学生チーム（基本的にJ1クラブ下部組織）がJ1クラブトップチーム所属選手とボールを用いたゲーム（例・「サッカーバレー」）で対決するミニ番組。第16回では日本女子サッカーリーグの日テレ・ベレーザが、下部組織である日テレ・メニーナ・セリアスの挑戦を受けた（それに伴うコーナータイトルの一時変更はなし）。
実況はヒデ（ペナルティ）、解説は森島寛晃（セレッソ大阪アンバサダー）。
- 第1回 - ベガルタ仙台（関口訓充、渡辺広大、武藤雄樹）VS 延岡市選抜[13]
- 第2回 - ヴィッセル神戸（大久保嘉人、田中英雄）VS ヴィッセル神戸ジュニア
- 第3回 - ジュビロ磐田（駒野友一、金園英学）VS ジュビロ磐田サッカースクール
- 第4回 - サンフレッチェ広島（佐藤寿人、森脇良太）VS サンフレッチェ広島ジュニア
- 第5回 - 川崎フロンターレ（中村憲剛、楠神順平）VS 川崎フロンターレU-11
- 第6回 - FC東京（石川直宏、高橋秀人）VS FC東京アドバンスクラス
- 第7回 - アルビレックス新潟（木暮郁哉、酒井宣福、増田繁人） VS アルビレックス新潟ジュニア
- 第8回 - コンサドーレ札幌（砂川誠、近藤祐介） VS コンサスクールチーム
- 第9回 - ガンバ大阪（西野貴治、稲森克尚） VS ガンバ大阪ジュニア
- 第10回 - サガン鳥栖（水沼宏太、岡本知剛） VS サガン鳥栖ジュニア
- 第11回 - 横浜F・マリノス（松本翔、熊谷アンドリュー） VS マリノスフットボールアカデミー
- 第12回 - 名古屋グランパス（磯村亮太、高木義成） VS 名古屋グランパス三好U-12
- 第13回 - セレッソ大阪（柿谷曜一朗、丸橋祐介、永井龍） VS セレッソ大阪ジュニア
- 第14回 - 鹿島アントラーズ（土居聖真、梅鉢貴秀） VS 鹿島アントラーズジュニア
- 第15回[14] - 清水エスパルス（大前元紀、高木俊幸） VS 清水エスパルススクールチーム
- 第16回 - 日テレ・ベレーザ（阪口夢穂、永里亜紗乃） VS メニーナ・セリアス
- 第17回 - 柏レイソル（工藤壮人、茨田陽生、渡部博文） VS 柏レイソルスクールチーム
- 第18回 - 浦和レッズ（鈴木啓太、加藤順大） VS 浦和レッズジュニアアカデミー
- 第19回 - 大宮アルディージャ（上田康太、金澤慎） VS 大宮アルディージャジュニアチーム
- 第20回 - 清水エスパルス（大前元紀、高木俊幸） VS 清水エスパルススクールチーム（再放送）

第2試合
- 第21回 - ベガルタ仙台（関口訓充、渡辺広大、武藤雄樹）VS 延岡市選抜
- 第22回 - ヴィッセル神戸（大久保嘉人、田中英雄） VS ヴィッセル神戸ジュニア
- 第23回 - ジュビロ磐田（駒野友一、金園英学）VS ジュビロ磐田サッカースクール
- 第24回 - サンフレッチェ広島（佐藤寿人、森脇良太） VS サンフレッチェ広島ジュニア
- 第25回 - 川崎フロンターレ（中村憲剛、楠神順平） VS 川崎フロンターレU－11
- 第26回 - FC東京（石川直宏、高橋秀人） VS FC東京アドバンスクラス
- 第27回 - アルビレックス新潟（小暮郁哉、酒井宣福、増田繁人） VS アルビレックス新潟ジュニア
- 第28回 - コンサドーレ札幌（砂川誠、近藤祐介） VS コンサスクールチーム
- 第29回 - ガンバ大阪（西野貴治、稲森克尚） VS ガンバ大阪ジュニア
- 第30回 - サガン鳥栖（水沼宏太、岡本知剛） VS サガン鳥栖ジュニア
- 第31回 - 横浜Fマリノス（松本翔、熊谷アンドリュー） VS マリノスフットボールアカデミー
- 第32回 - 名古屋グランパス（磯村亮太、高木義成） VS 名古屋グランパス三好U-12
- 第33回 - セレッソ大阪（柿谷曜一朗、丸橋祐介、永井龍） VS セレッソ大阪ジュニア
- 第34回 - 鹿島アントラーズ（土居聖真、梅鉢貴秀） VS 鹿島アントラーズジュニア
- 第35回 - 清水エスパルス（大前元紀、高木俊幸） VS 清水エスパルス スクールチーム
- 第36回 - 日テレ・ベレーザ（阪口夢穂、永里亜紗乃） VS 日テレ・メニーナ セリアス
- 第37回 - 柏レイソル（工藤壮人、茨田陽生、渡部博文） VS 柏レイソル スクールチーム
- 第38回 - 浦和レッズ（鈴木啓太、加藤順大） VS 浦和レッズ ジュニアアカデミー
- 第39回 - 大宮アルディージャ（上田康太、金澤慎） VS 大宮アルディージャ ジュニアチーム
- 第40回 - 最終回スペシャル（名場面集と視聴者からの投稿動画解説）

## 放送局
| 放送地域 | 放送局           | 放送期間                      | 放送日時                 | 備考                                                      |
| -------- | ---------------- | ----------------------------- | ------------------------ | --------------------------------------------------------- |
| 日本全域 | NHK BSプレミアム | 2012年4月3日 - 9月25日        | 火曜 19:00 - 19:25       | 2012年3月26日から3月30日まで、 1話から5話の先行放送を実施 |
| 日本全域 | NHK BSプレミアム | 2012年10月2日 - 2013年2月26日 | 火曜 18:30 - 18:55       | 2012年3月26日から3月30日まで、 1話から5話の先行放送を実施 |
| 日本全域 | NHK総合          | 2012年4月7日 - 2013年3月2日   | 土曜 9:30 - 9:55         |                                                           |
| 日本全域 | アニマックス     | 2013年7月22日 - 8月16日       | 月曜 - 金曜 9:30 - 10:30 | 2話連続放送                                               |

- 2012年3月21日に総合テレビで放送前特番『特集「銀河へキックオフ!!」 夢の対決!Jリーガーに挑戦』を放送。
- 2012年6月3日に総合テレビで第1話から第9話までをまとめたダイジェスト版『銀河へキックオフ!!ダイジェスト』を放送。
- 2012年8月25日に総合テレビでスペシャル番組『夏休みスペシャル 銀河へキックオフ!!』を放送。地区予選の試合にヒデと森島寛晃が実況解説を入れるという形で作品を解説する。
- 2013年1月15日は特別編『激闘!プレデター対アマリージョ』を放送。
- 2013年2月20日からはフランスのディズニーXDで「VICTORY KICKOFF!!」のタイトルで放送が開始された[16]。
- 2014年7月18日からはイタリアのRai 2で「VICTORY KICKOFF!! - Sfide per la vittoria」のタイトルで放送が開始された[17]。

## 関連書籍
原作
『銀河のワールドカップ』
川端裕人著。小説すばるにて2005年10月号から2006年2月号まで連載。
集英社単行本 2006年4月26日発売 ISBN 978-4087748079
集英社文庫 2008年5月20日発売 ISBN 978-4087463002
『風のダンデライオン 銀河のワールドカップ ガールズ』
『銀河のワールドカップ』の前日譚であり書き下ろし。
集英社文庫 2012年3月16日発売 ISBN 978-4087468069
漫画版
集英社ジャンプコミックス『銀河へキックオフ!!』
最強ジャンプ2012年5月号よりテレビアニメのコミカライズ版が連載。漫画若松浩、原作川端裕人。
第1巻 2012年10月4日発売 ISBN 978-4088704838
第2巻 2013年2月4日発売 ISBN 978-4088706269
新書
集英社みらい文庫『銀河へキックオフ!!』
テレビアニメの文庫版。著者金巻ともこ、原作川端裕人。全3巻。
第1巻 2012年7月5日発売 ISBN 978-4083211003
第2巻 2012年11月5日発売 ISBN 978-4083211225
第3巻 2013年2月5日発売 ISBN 978-4083211393
公式ムック
学研パブリッシング『銀河へキックオフ!!オフィシャルファンブック』
公式ムック。2013年3月30日発売 ISBN 978-4056069884